# Luovalaki
Luovalaki är en kulle i Finland.   Den ligger i den ekonomiska regionen  Fjäll-Lappland  och landskapet Lappland, i den norra delen av landet, 800 km norr om huvudstaden Helsingfors. Toppen på Luovalaki är 301 meter över havet.
Terrängen runt Luovalaki är huvudsakligen platt.  Trakten runt Luovalaki är nära nog obefolkad, med mindre än två invånare per kvadratkilometer.